# Bishop e Clerk Islets
Bishop e Clerk Islets sono un gruppo di isolotti a sud di Macquarie Island nell'oceano Pacifico sud-occidentale che appartengono allo stato della Tasmania (Australia).
Gli isolotti si trovano all'interno della Macquarie Island Nature Reserve, gestita dal Tasmanian Parks and Wildlife Service. Assieme a Macquarie Island e Judge and Clerk Islets sono stati inscritti nel 1997 nel patrimonio mondiale dell'UNESCO.

## Geografia
Bishop e Clerk Islets si trovano 33 km a sud di Macquarie Island; sono un gruppo di 24 tra isolotti e scogli per un'area complessiva di 0,6 km². Bishop ha un'area di 0,03 km² e il suo punto più elevato raggiunge i 45 m. Il gruppo di isolotti è il punto terrestre più meridionale sia dell'Australia (escluso il Territorio Antartico Australiano) che della Tasmania.

## Flora e fauna
L'unica pianta vascolare registrata su Bishop è il Colobanthus muscoides; sono presenti inoltre alcuni licheni.
Nidifica sugli isolotti il cormorano delle Macquarie; nel 1965 è stata scoperta una colonia di albatro sopracciglio nero.